# Villares de Órbigo
Villares de Órbigo település Spanyolországban, León tartományban. Lakosainak száma 563 fő (2024).

## Földrajza
Villares de Órbigo Villarejo de Órbigo, San Justo de la Vega, Benavides, Santa Marina del Rey és Hospital de Órbigo községekkel határos.

## Népesség
A település lakosságának változását az alábbi diagram mutatja:
| Lakosok száma | 926  | 858  | 788  | 738  | 708  | 692  | 643  | 611  | 575  | 563  |
|               | 2001 | 2004 | 2007 | 2009 | 2012 | 2014 | 2017 | 2019 | 2022 | 2024 |